# Rufoclanis numosae
Rufoclanis numosae (tên tiếng Anh là Wavy polyptychus) là một loài bướm đêm thuộc họ Sphingidae. Loài này có ở vùng cây bụi khô và xavan khô cằn tại phần lớn đông và nam Phi.
Chiều dài cánh trước khoảng 22–30 mm đối với con đực và 34–36 mm đối với con cái. Cánh màu nâu hơi hồng xám đến nâu sáng.

## Phân loài
- Rufoclanis numosae numosae (Cộng hòa Dân chủ Congo, Tanzania, Namibia, Zimbabwe, đông bắc Nam Phi)
- Rufoclanis numosae rostislavi Haxaire & Melichar, 2009 (Ethiopia)
- Rufoclanis numosae subjectus (Walker, 1869) (Somalia, Kenya, Tanzania, Zambia)

## Hình ảnh

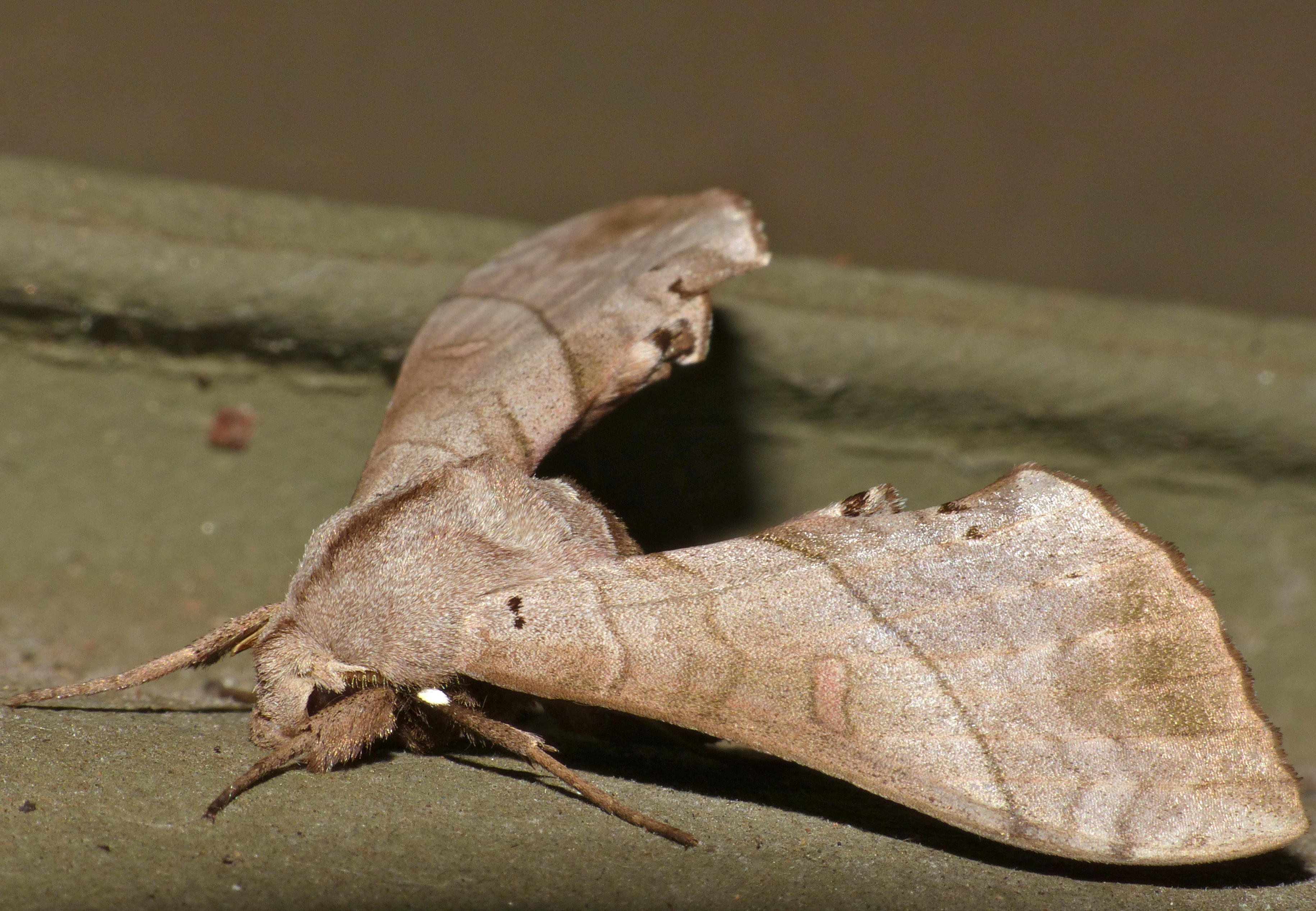
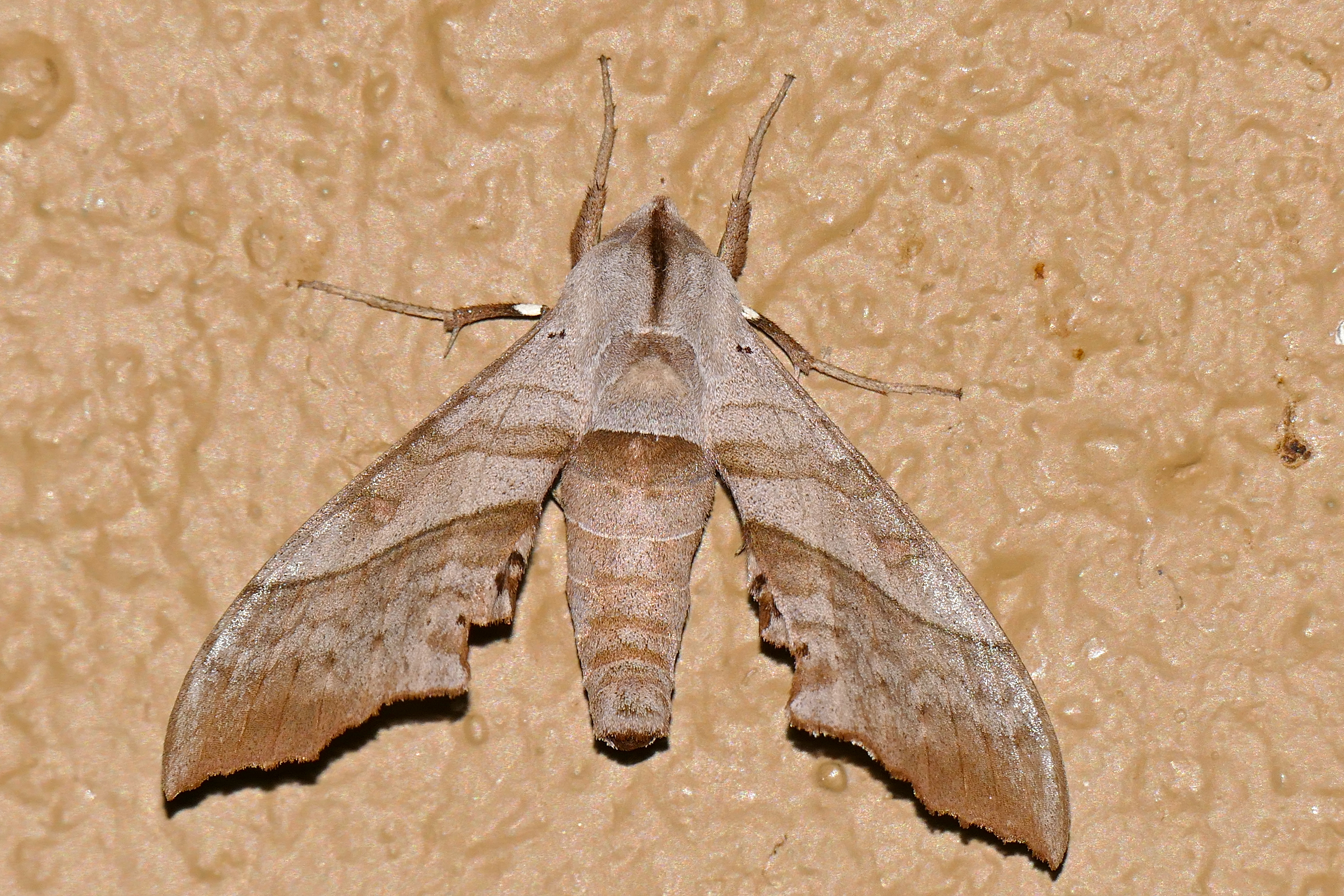